# Augusto dos Anjos
Augusto de Carvalho Rodrigues  dos Anjos (Sapé, 20 de abril de 1884 – Leopoldina, 12 de novembro de 1914) foi um poeta e professor brasileiro reconhecido como um dos principais expoentes do simbolismo e do pré-modernismo brasileiro. Sua obra é marcada pela versificação considerada imprópria para a época, pela crítica à hipocrisia social e à ética cristã e pelo pessimismo cientificista e existencial baseado em Schopenhauer, Herbert Spencer e Hippolyte Taine. Em vida, publicou apenas o livro Eu em 1912, mas não alcançou reconhecimento, morrendo dois anos mais tarde por pneumonia. Na década seguinte, com a reedição de sua obra pelo seu amigo Órris Soares sob o título de Eu e outras poesias, consagrou-se como um poeta inventivo e singular e influenciou o modernismo brasileiro.
É patrono da cadeira número 1 da Academia Paraibana de Letras e da Academia Leopoldinense de Letras e Artes.

## Biografia

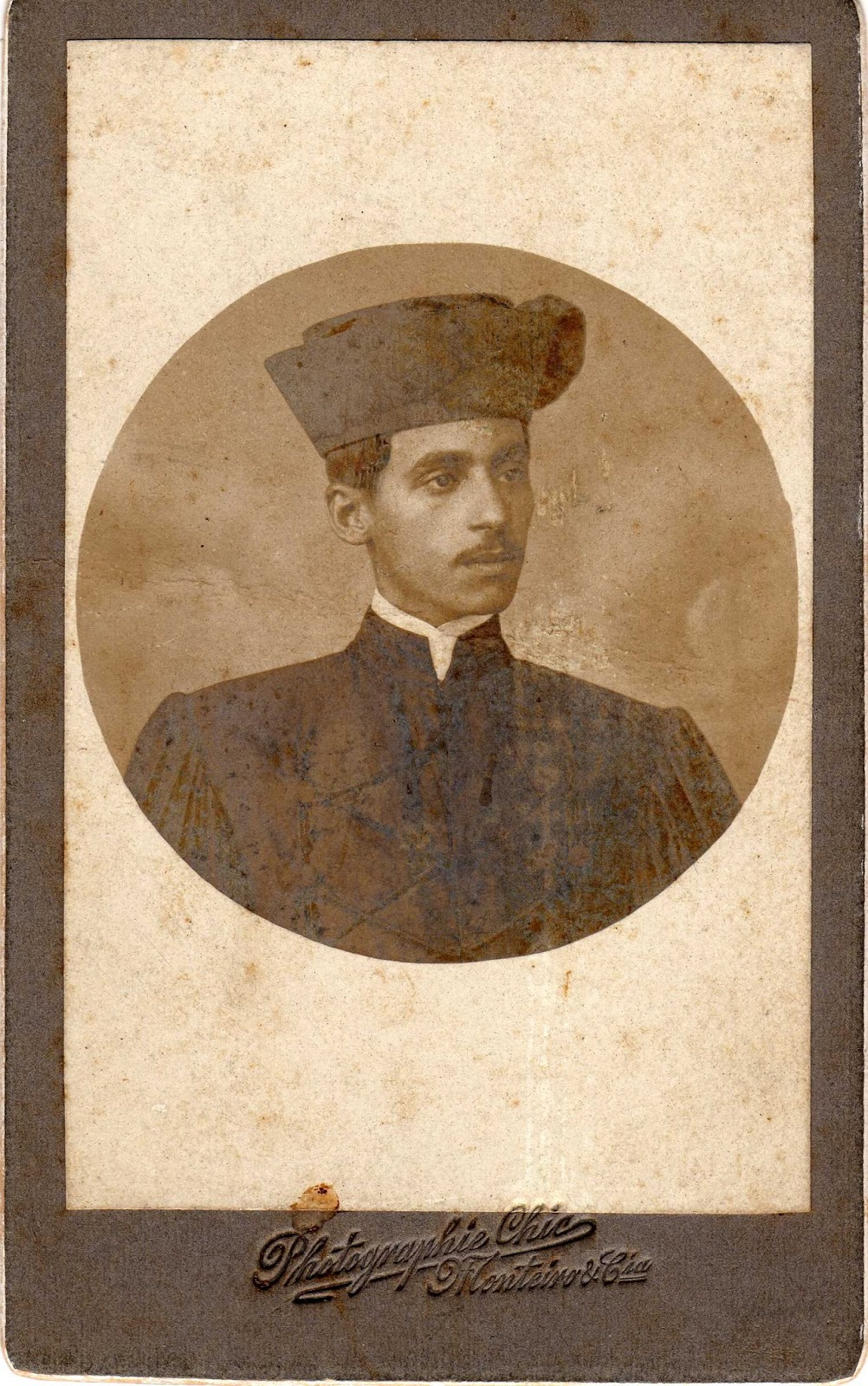
Carte de visite de Augusto dos Anjos, com sua foto de graduação.

Augusto dos Anjos nasceu no Engenho Pau d'Arco, atualmente no município de Sapé, Estado da Paraíba. Foi educado nas primeiras letras pelo pai e estudou no Liceu Paraibano, onde viria a ser professor em 1908. Precoce poeta brasileiro, compôs os primeiros versos aos sete anos de idade.
Em 1903, ingressou no curso de Direito na Faculdade de Direito do Recife, bacharelando-se em 1907. Em 1910 casa-se com Ester Fialho. Seu contato com a leitura, influenciaria muito na construção de sua dialética poética e visão de mundo.
Com a obra de Herbert Spencer, teria aprendido a incapacidade de se conhecer a essência das coisas e compreendido a evolução da natureza e da humanidade. De Ernst Haeckel, teria absorvido o conceito da monera como princípio da vida, e de que a morte e a vida são um puro fato químico. Arthur Schopenhauer o teria inspirado a perceber que o aniquilamento da vontade própria seria a única saída para o ser humano. E da Bíblia, da qual também não contestava sua essência espiritualística, usando-a para contrapor, de forma poeticamente agressiva, os pensamentos remanescentes, em principal os ideais iluministas/materialistas que, endeusando-se, se emergiam na sua época.

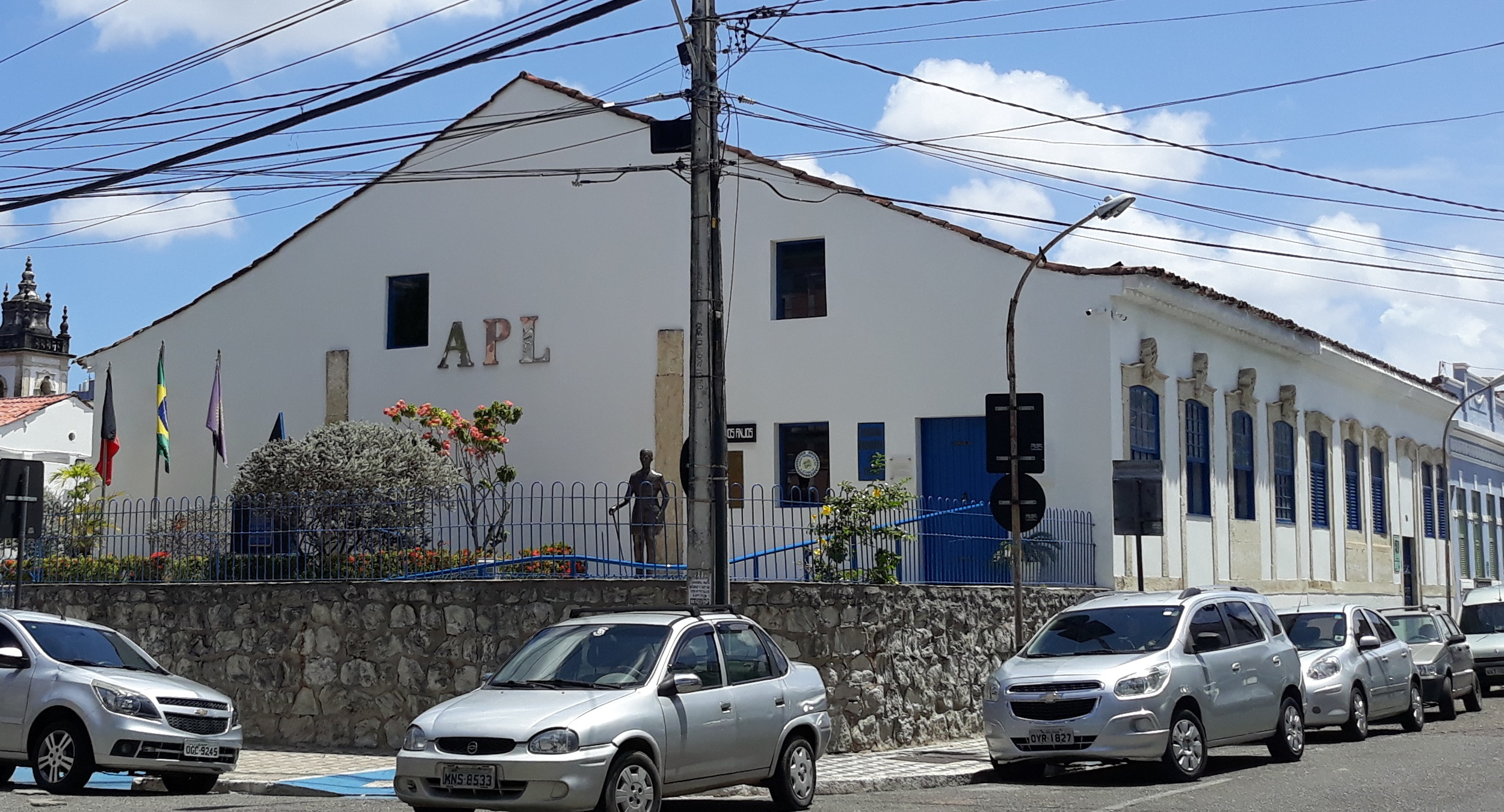
Antiga residência de Augusto dos Anjos, em João Pessoa, hoje sede da Academia Paraibana de Letras (APL).

Essa filosofia, fora do contexto europeu em que nascera, para Augusto dos Anjos seria a demonstração da realidade que via ao seu redor, com a crise de um modo de produção pré-materialista, proprietários falindo e ex-escravos na miséria. O mundo seria representado por ele, então, como repleto dessa tragédia, cada ser vivenciando-a no nascimento e na morte. Augusto nega a religião como algo que possa explicar o mundo, sua poesia é composta por muitas ironias contra o cristianismo e a religião de uma forma geral, embora em sua cidade natal, Engenho do Pau D’Arco, o escritor conduzia reuniões mediúnicas e psicografava: "Promovia 'sessões memoráveis' na sala de jantar. Era 'médium' classificado", segundo o biógrafo Ademir Vidal. Embora se intitulassem católicos, os membros de sua família realizavam sessões espíritas por curiosidade, até que, por motivos de perturbação no ambiente doméstico, a mãe do autor decidiu proibi-las. Vidal afirma também que Augusto dos Anjos chegou a psicografar versos de Gonçalves Dias.
Dedicou-se ao magistério, transferindo-se para o Rio de Janeiro em 1910 onde foi professor em vários estabelecimentos de ensino. Faleceu em 12 de novembro de 1914, às 4 horas da madrugada, aos 30 anos, em Leopoldina, Minas Gerais, onde era diretor de um grupo escolar. A causa de sua morte foi a pneumonia. Na casa em que residiu durante seus últimos meses de vida funciona hoje o Museu Espaço dos Anjos.
Durante sua vida, publicou vários poemas em periódicos, o primeiro, Saudade, em 1900. Em 1912, publicou seu livro único de poemas, Eu, contendo 56 poemas. Após sua morte, seu amigo Órris Soares organizaria uma edição chamada Eu (poesias completas), incluindo ao núcleo original mais 46 poemas que o poeta deixara manuscritos ou que foram publicados apenas em periódicos.

## Obra poética
A poesia brasileira estava dominada por simbolistas e parnasianos, dos quais o poeta paraibano herdou algumas características formais, mas não de conteúdo. A incapacidade do homem de expressar sua essência através da "língua paralítica" (Anjos, p. 204) e a tentativa de usar o verso para expressar da forma mais crua a realidade seriam sua apropriação do trabalho exaustivo com o verso feito pelo poeta parnasiano. A erudição usada apenas para repetir o modelo formal clássico é rompida por Augusto dos Anjos, que se preocupa em utilizar a forma clássica com um conteúdo que a subverte, através de uma tensão que repudia e é atraída pela ciência.
A obra de Augusto dos Anjos pode ser dividida, não com rigor, em três fases, a primeira sendo muito influenciada pelo simbolismo e sem a originalidade que marcaria as posteriores. A essa fase pertencem Saudade e Versos Íntimos. A segunda possui o caráter de sua visão de mundo peculiar. Um exemplo dessa fase é o soneto Psicologia de um Vencido. A última corresponde à sua produção mais complexa e madura, que inclui Ao Luar.
Sua poesia chocou a muitos, principalmente aos poetas parnasianos, mas hoje é um dos poetas brasileiros que mais foram reeditados. Sua popularidade se deveu principalmente ao sucesso entre as camadas populares brasileiras e à divulgação feita pelos modernistas.
Hoje em dia diversas editoras brasileiras publicam edições de Eu e Outras Poesias.

### Crítica literária
Que ninguém doma um coração de poeta! é um ensaio sobre o soneto “Vencedor” e o EU quando constata um Augusto dos Anjos convicto em instaurar uma nova civilização brasileira que assombrará ao mundo por meio de um novo estatuto à palavra feia e fedorenta, arrombando às portas à nova poética do Cosmos. Assim, Augusto dos Anjos reivindica um novo Cosmos ao Eterno, pois está inconformado e quer salvar à humanidade, encarnando também um novo Cristo por acreditar piamente que ele não morreu, pois em carne, osso e sangue vive na Serra da Borborema, lá na Velha Paraíba onde nasceu.
A poética EU de Augusto dos Anjos, assentada em bases sólidas do verossímil e da unidade clássica do filósofo Aristóteles, necessita de risco, fazer o que tem de ser feito, no seu projeto fracassado dum novo Cosmos, que ressuscita à vida duma nova Roma instaurada noutra nova civilização brasileira frente ao velho mundo.
Trata-se duma poética da transgressão que se dá à janela livre da globalização ao unir os povos numa só nação chamada Brasil, por estar à frente de seu tempo e na vanguarda cultural da unidade das nações também à luz da pluralidade, de Paul Feyerabend.
Nem é à toa que no livro A poética carnavalizada de augusto dos anjos o crítico constate como em todo o EU e no soneto “Vencedor” há um poeta atormentado em instaurar uma nova civilização brasileira, quem assombrará ao mundo por meio de o seu novo estatuto dado à palavra feia e fedorenta como a cloaca que alimenta à hiena, animal desvairado que ainda assim sorrir. Palavra esdrúxula e excêntrica essa que arromba às portas da unidade clássica à literatura universal por meio de a sua poética da pluralidade, da transgressão, ordinária e inclassificável.
Nem é à toa também que o poeta de EU, Augusto dos Anjos, explore em sua poética expressões tétricas como "Evangelho da podridão", "verme", "matéria em decomposição", “cloaca”, "escarro", “miséria”, “grito”, “horrenda”, “alegre” e "sangue". Todavia tudo junto e misturado às palavras alegres da literatura carnavalizada, que vai abrindo à cena inaugural da miséria nacional por meio dum estranho circo de horrores. É como se criasse assim nessa poética uma metalinguagem cinematográfica sobre o corpo devorado por seus próprios vermes. E o faz por meio duma escritura em plena festa da carne, o carnaval.
Enfim, a sátira menipeia manifesta-se pois também nessa poética aristotélica de EU. Mas ao mesmo tempo é uma poética da transgressão, uma autêntica e original "coroação destronamento". Trata-se de polifonia, dialogismo e "discurso social" confluindo na categoria explorada por Bakhtin em sua tríade filológica: "primeira peculiaridade", "segunda peculiaridade" e "terceira peculiaridade", equidistantes à tríade semiótica de Peirce: primeiridade, secundidade, terceiridade, que se vão corresponder também com a tríade de Lacan: real, simbólico, imaginário.
Sua linguagem orgânica, muitas vezes cientificista e agressivamente crua, mas sempre com ritmados jogos de palavras, ideias, e rimas geniais, causava repulsa na crítica e no grande público da época. Ele somente apresentou grande vendagem anos após a sua morte. Muitas divergências há entre os críticos de Augusto dos Anjos quanto à apreciação de sua obra e suas posições são geralmente extremas. De qualquer forma, seja por ácidas críticas destrutivas, seja através de entusiasmos exaltados de sua obra poética, Augusto dos Anjos está longe de se passar despercebido na literatura brasileira.

#### Abordagem biográfica
O aspecto melancólico da sua poesia, que a marca profundamente, é interpretado de diversas maneiras. Uma vertente de críticos, na qual se inclui Ferreira Gullar, fundamenta a melancolia da obra na biografia do homem Augusto dos Anjos. Para Gullar, as condições de nossa cultura dependente dificultam uma expressão literária como a de Augusto dos Anjos, em que se rompe com a imitação extemporânea da literatura europeia. Essa ruptura de Augusto dos Anjos ter-se-ia dado menos por uma crítica à literatura do que por uma visão existencial, fruto de sua experiência pessoal e temperamento, que tentou expressar na forma de poesia. A poesia de Augusto dos Anjos é caracterizada por Gullar como apresentando aspectos da poesia moderna: vocabulário prosaico misturado a termos poéticos e científicos; demonstração dos sentimentos e dos fenômenos não através de signos abstratos, mas de objetos e ações cotidianas; a adjetivação e situações inusitadas, que transmitem uma sensação de perplexidade. Ele compara a miscigenação de vocabulário popular com termos eruditos do poeta ao mesmo uso que faz Graciliano Ramos. Descreve ainda os recursos estilísticos pelos quais Augusto dos Anjos tematiza a morte, que é personagem central de sua poesia, e o compara a João Cabral de Melo Neto, para quem a morte é apresentada de forma crua e natural.

#### Abordagem psicanalítica
Outros, como Chico Viana, procuram explicar a melancolia através dos conceitos psicanalíticos. Para Sigmund Freud, a melancolia é um sentimento parecido com o luto, mas se caracteriza pelo desconhecimento do melancólico a respeito do objeto perdido. A origem da melancolia da poesia de Augusto dos Anjos estaria, para alguns críticos, em reflexões de influências política com os problemas de sua família, e num conflito edipiano de sua infância.

#### Abordagem bloomiana
Há ainda aqueles que tentam analisar a poesia de Augusto dos Anjos baseada em sua criatividade como artista, de acordo com o conceito da melancolia da criatividade do crítico literário norte-americano Harold Bloom. O artista seria plenamente consciente de sua capacidade como poeta e de seu potencial para realizar uma grande obra, manifestando, assim, o fenômeno da "maldição do tardio". Sua melancolia viria da dificuldade de superar os "mestres" e realizar algo novo.

#### Unanimidades
De forma geral, no entanto, sua poesia é reconhecidamente original. Para Álvaro Lins e para Carlos Burlamaqui Kopke, sua singularidade está ligada à solidão, que também caracteriza sua angústia. Eudes Barros, em seu livro A Poesia de Augusto dos Anjos: uma Análise de Psicologia e Estilo, nota o uso inusitado dos adjetivos por Augusto dos Anjos, e qualifica seus substantivos como extremamente sinestésicos, criando dimensões desconhecidas para a adjetivação convencional. Manuel Bandeira destaca o uso das sinéreses como forma de representar a impossibilidade da língua, ou da matéria, para expressar os ideais do espírito. Portanto, os recursos estilísticos de Augusto dos Anjos se reconhecem como geniais.

As imagens da obra poética de Augusto dos Anjos se caracterizam pela teratologia exacerbada, por imagens de dor, horror e morte. O uso da racionalidade, e assim da ciência, seria uma forma de superar a angústia da materialidade e dos sentimentos. Mas a Ciência, que marca fortemente sua poesia, seja como valorizada ou através de termos e conceitos científicos, também lhe traz sofrimento, como nota Kopke. É marcante também a repetição de temas nessa poesia, e um sentimento de solidariedade universal, ligado à desumanização da natureza e até do próprio humano, o que reduziria todos os seres a uma só condição. Os contrastes peculiarizam seus temas. Idealismo e materialismo, dualismo e monismo, heterogeneidade e homogeneidade, amor e dor, morte e vida, "Tudo convém para o homem ser completo", como diz o próprio poeta em Contrastes.